# Orsolya Tóth
Pour les articles homonymes, voir Tóth.
Dans le nom hongrois Tóth Orsolya, le nom de famille précède le prénom, mais cet article utilise l’ordre habituel en français Orsolya Tóth, où le prénom précède le nom.
Orsolya Tóth, parfois appelée Orsi Toth, née le 20 novembre 1981 à Békéscsaba, est une actrice hongroise.

## Biographie
Orsolya Tóth est diplômée de l'université d'art dramatique et cinématographique (Színház- és Filmművészeti Egyetem) de Budapest en 2004.
Elle a tourné dans 26 films depuis 2002, dont le rôle-titre dans Johanna, film qui a été projeté dans la section Un certain regard au Festival de Cannes 2005.

## Filmographie partielle
- 2005 : Johanna de Kornél Mundruczó
- 2008 : Delta de Kornél Mundruczó
- 2013 : Le Grand Cahier (A nagy füzet), de János Szász